# Wacław Stachiewicz

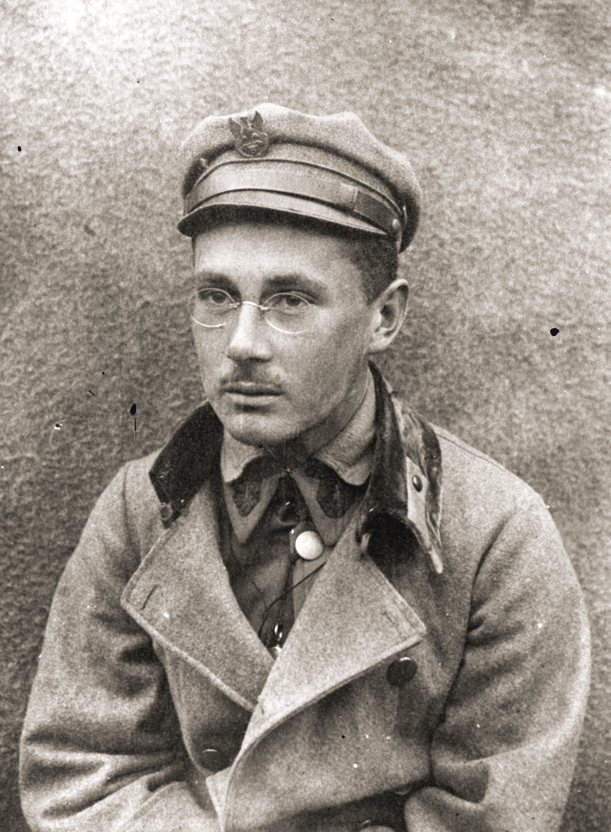
Wacław Stachiewicz jako oficer Legionów, 1917

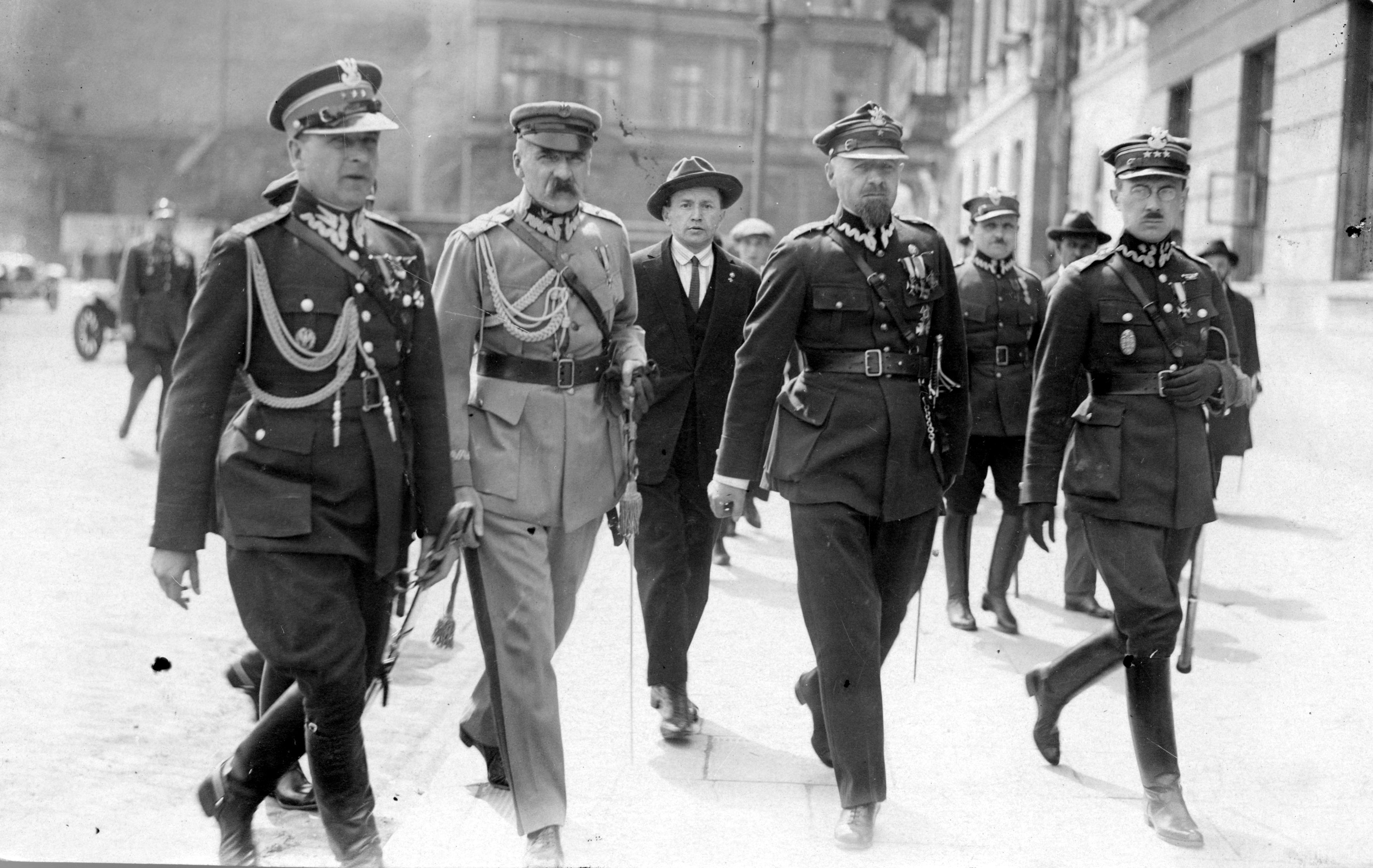
Bolesław Wieniawa-Długoszowski, Józef Piłsudski, Aleksander Prystor, Wacław Stachiewicz. Plac Saski, 31 maja 1926

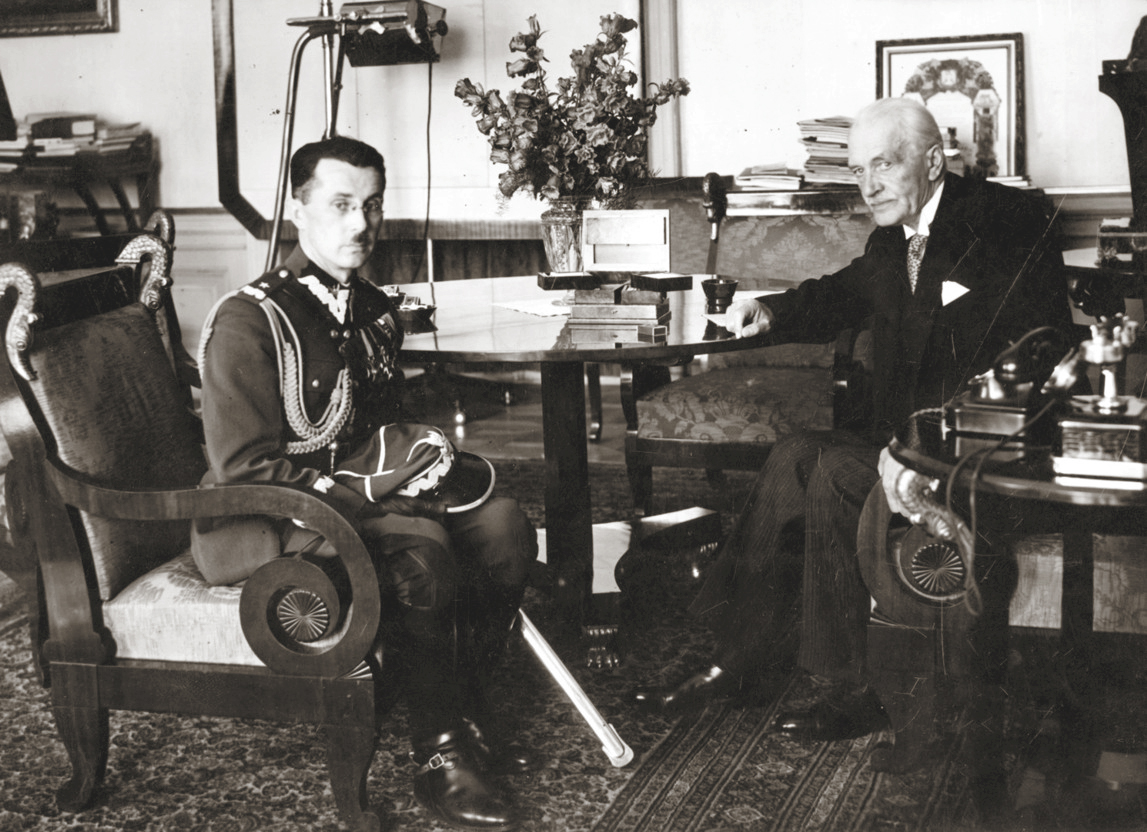
Wacław Stachiewicz podczas audiencji u prezydenta RP Ignacego Mościckiego, 1935

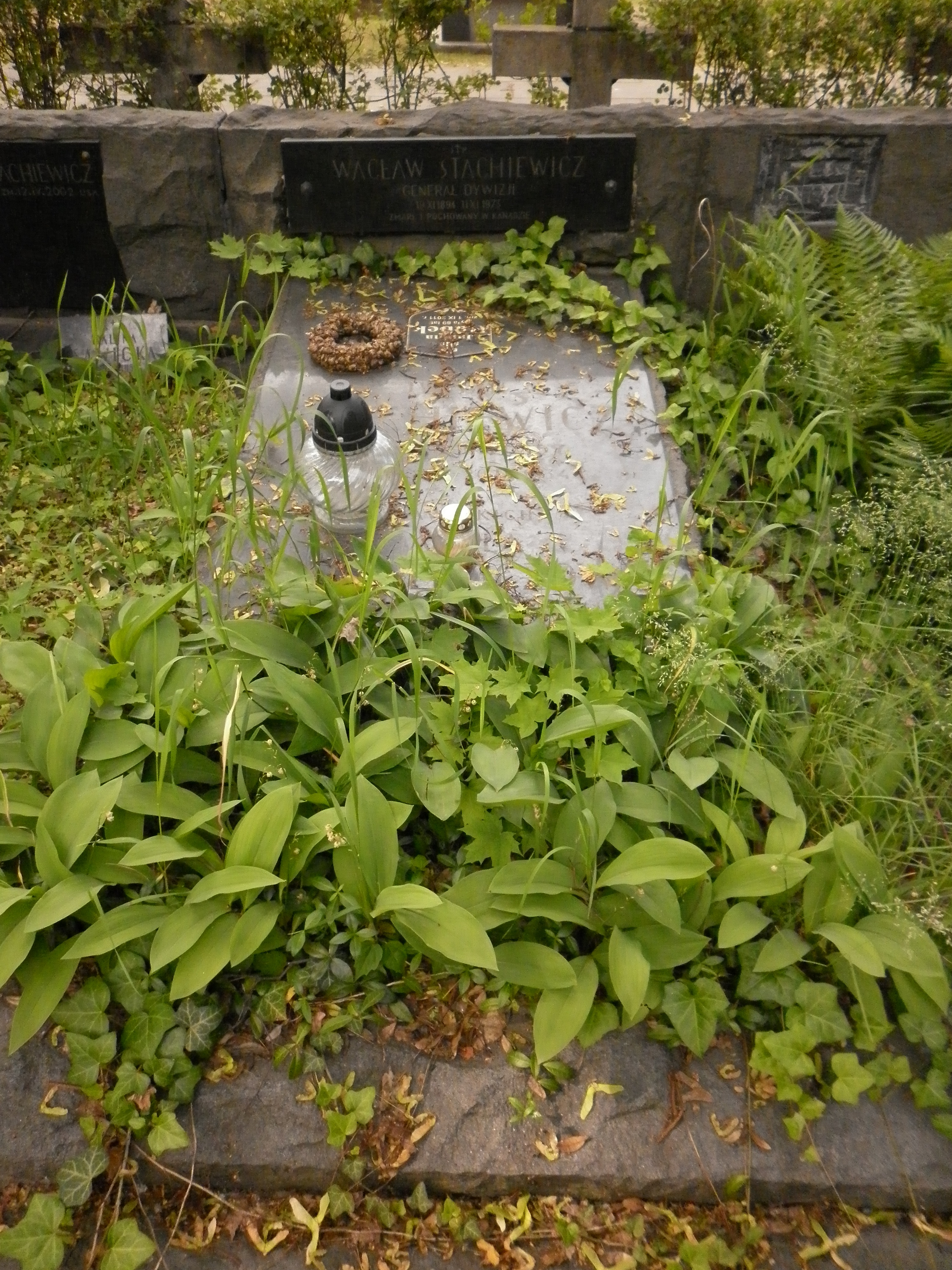
Symboliczny grób Wacława Teofila Stachiewicza na Cmentarzu Wojskowym na Powązkach w Warszawie

Wacław Teofil Stachiewicz (ur. 19 listopada 1894 we Lwowie, zm. 12 listopada 1973 w Montrealu) – generał brygady Wojska Polskiego, szef Sztabu Głównego (1935–1939), pisarz wojskowy, kawaler Orderu Virtuti Militari. W 1964 awansowany do stopnia generała dywizji przez władze emigracyjne.

## Życiorys

### Dzieciństwo i młodość
Syn Teofila, lekarza, i Anieli z Kirchmayerów (stryjecznej siostry Kazimierza Kirchmayera, ojca Jerzego). Brat Marii i Juliana, także oficera Wojska Polskiego. Był uczniem C.K. V Gimnazjum we Lwowie. Jerzy Kirchmayer tak scharakteryzował przyszłego generała: „Wacek był tylko o rok starszy ode mnie. Delikatnego zdrowia, mniej przystojny od swego starszego rodzeństwa, wyróżniał się nieprawdopodobnymi postępami w naukach. Z roku na rok miewał na świadectwach tylko stopnie bardzo dobre i celujące z odznaczeniem. Stopień dobry uważałby za klęskę. Mówiono o nim, że jest najlepszym uczniem nie tylko w V gimnazjum, do którego uczęszczał, ale w ogóle w całym Lwowie. Wacek cierpiał na bóle głowy i wujostwo Teofilowie obawiali się, że powodem tego jest zbyt forsowna nauka. Dlatego byli radzi, ilekroć mogli go przywieźć na Pasieki. Bawiliśmy się wówczas w Indian, dzielnych Osagów i złych Pawnisiów, w Wołodyjowskich, Longinusów i Kmiciców. Były to kochane czasy”.
Po ukończeniu gimnazjum rozpoczął studia w zakresie geologii na Wydziale Filozoficznym Uniwersytetu Lwowskiego. W 1912 wstąpił do Związku Walki Czynnej i Związku Strzeleckiego, w którym ukończył szkoły podoficerską i niższą oficerską. Z racji posiadanego wykształcenia specjalizował się w wykorzystywaniu kartografii i topografii dla potrzeb wojskowych.

### Służba w Legionach i Armii Austro-Węgier
Po wybuchu I wojny światowej, w sierpniu 1914 wstąpił do Legionów Polskich. Dowodził plutonem w V batalionie 1 pułku I Brygady Legionów. 9 października 1914 awansowany do stopnia podporucznika. Następnie na dwa miesiące oddelegowany do tworzenia struktur niepodległościowej organizacji na terenie Królestwa Polskiego. W lutym 1915 przeniesiony do 5 pułku, w którym walczył na froncie dowodząc 4 kompanią. Został ranny w bitwie pod Konarami w maju 1915. W Legionach pełnił m.in. funkcje dowódcy batalionu i adiutanta (szefa sztabu) pułku. W marcu 1917 ukończył Kurs Oficerów Sztabu Generalnego przy Inspektoracie Polskich Sił Zbrojnych w Warszawie.
Po kryzysie przysięgowym w sierpniu 1917 został wcielony do armii austriackiej w stopniu sierżanta i odkomenderowany na front włoski. W marcu 1918 na rozkaz Komendanta Głównego POW, Edwarda Śmigłego-Rydza, zdezerterował z frontu i dotarł do Warszawy, gdzie objął stanowisko szefa sztabu Komendy Naczelnej nr I POW.

### Służba w Wojsku Polskim
W odrodzonym Wojsku Polskim pełnił funkcje szefa Oddziału I i zastępcy szefa sztabu Dowództwa Okręgu Generalnego Warszawa, oficera łącznikowego Naczelnego Dowództwa WP przy Dowództwie III Korpusu Armii Polskiej we Francji, szefa wydziału w Departamencie I Ministerstwa Spraw Wojskowych, szefa Sekcji Organizacyjnej w Oddziale I Sztabu MSWojsk. Podczas ofensywy sowieckiej, w maju 1920 został szefem Oddziału I, a następnie II Sztabu Armii Rezerwowej gen. Sosnkowskiego. Pełnił tam także funkcje oficera operacyjnego.
Po rozwiązaniu Armii Rezerwowej wrócił do ministerstwa jako szef Sekcji Organizacyjnej, a następnie Wydziału Organizacyjnego Oddziału I Sztabu Generalnego WP. W październiku 1921 rozpoczął studia w Wyższej Szkole Wojennej (Ecole Superieure de Guerre) w Paryżu i odbył staż liniowy we Francji. 1 lutego 1924 został przydzielony do Wyższej Szkoły Wojennej w Warszawie na stanowisko asystenta z jednoczesnym odkomenderowaniem na cztery miesiące do Biura Ścisłej Rady Wojennej. 3 listopada 1925 przesunięty został ze stanowiska asystenta na stanowisko wykładowcy. W kwietniu 1926 objął stanowisko szefa Oddziału I Sztabu Generalnego. 25 czerwca 1927 został mianowany I oficerem sztabu Inspektoratu Armii. Następnie, został skierowany do służby liniowej. Od stycznia 1928 był dowódcą 27 pułku piechoty w Częstochowie. 28 stycznia 1929 mianowany dowódcą piechoty dywizyjnej 1 Dywizji Piechoty Legionów w Wilnie. 12 grudnia 1933 mianowany dowódcą 7 Dywizji Piechoty w Częstochowie.
26 stycznia 1935, na wniosek Ministra Spraw Wojskowych Józefa Piłsudskiego, został awansowany przez prezydenta RP Ignacego Mościckiego na stopień generała brygady ze starszeństwem z 1 stycznia 1935 i 1. lokatą w korpusie generałów. Była to ostatnia nominacja generalska podpisana przez Marszałka Piłsudskiego. 5 czerwca 1935 zwolniony ze stanowiska dowódcy 7 Dywizji Piechoty w Częstochowie i mianowany szefem Sztabu Głównego WP (zamieniony miejscami z gen. bryg. Januszem Gąsiorowskim). Z dniem 24 czerwca 1935 objął urzędowanie. Został jednym z najbliższych współpracowników nowego generalnego inspektora sił zbrojnych, gen. dyw. Edwarda Śmigłego-Rydza. Na tym stanowisku podjął intensywne prace nad opracowaniem planu przebudowy i modernizacji wojska, nadzorował prace nad nowym planem mobilizacyjnym „W” oraz koordynował prace nad planem wojny z ZSRR (plan „Wschód”), a od 4 marca 1939 także z Niemcami (plan „Zachód”).
W okresie II Rzeczypospolitej został osadnikiem wojskowym w powiecie kosowskim.
W momencie wybuchu wojny automatycznie objął stanowisko szefa Sztabu Naczelnego Wodza, marsz. Śmigłego-Rydza. Po ewakuacji Naczelnego Wodza do Brześcia gen. Stachiewicz pozostał w Warszawie do 9 września w celu koordynacji obrony linii środkowej Wisły, po czym dołączył do sztabu w Brześciu. Na rozkaz Naczelnego Wodza 18 września 1939 przekroczył ze sztabem granicę rumuńską, gdzie został internowany w Stanic-Prahova koło Ploeszti. W styczniu 1940 uciekł z internowania i przez Bukareszt trafił do Jugosławii, skąd na rozkaz gen. Kukiela udał się do Algieru.
Na skutek nacisków gen. Sikorskiego został internowany przez władze francuskie w Algierze. 6 listopada 1943 został wezwany przez nowego Naczelnego Wodza, gen. Kazimierza Sosnkowskiego do Londynu, gdzie jednak przebywał do końca wojny bez jakiegokolwiek przydziału. Po wojnie, w grudniu 1946 został zdemobilizowany.
W grudniu 1948 przeniósł się do Kanady, do Montrealu, gdzie zamieszkał ponownie z przebywającymi tam żoną i dziećmi. Poświęcił się pracy pisarskiej i badawczej nad polskimi przygotowaniami do wojny. Naczelny Wódz, gen. broni Władysław Anders, mianował go generałem dywizji ze starszeństwem z 1 stycznia 1964. Zmarł 12 listopada 1973 w Montrealu na atak serca. Został  pochowany na tamtejszym Mount Royal Cemetery.
Według redaktora „Kuriera Wileńskiego” Kazimierza Okulicza, w okresie wileńskim wolnomularz, członek loży Tomasz Zan w Wilnie, źródła rodzinne nie potwierdzają tej informacji.
Jego żoną była Wanda z domu Abraham (1895–1995), córka prof. Władysława Abrahama, siostra gen. bryg. Romana Abrahama, działaczka kulturalna w Kanadzie), miał dwóch synów (Bogdana i Juliusza) i córkę (Ewę).
W 2004 został patronem Dyżurnej Służby Operacyjnej Sił Zbrojnych Rzeczypospolitej Polskiej.

## Awanse
- chorąży – 29 września 1914
- podporucznik – 5 marca 1915
- porucznik – 2 lipca 1915
- kapitan
- major
- podpułkownik – 11 czerwca 1920 zatwierdzony z dniem 1 kwietnia 1920 w piechocie, „w grupie byłych Legionów Polskich”, 3 maja 1922 zweryfikowany ze starszeństwem z dniem 1 czerwca 1919 w korpusie oficerów piechoty
- pułkownik Sztabu Generalnego – 1 grudnia 1924 ze starszeństwem z dniem 15 sierpnia 1924 i 31. lokatą w korpusie oficerów piechoty[16]
- generał brygady – 26 stycznia 1935 ze starszeństwem z dniem 1 stycznia 1935 i 1. lokatą w korpusie generałów[17]
- generał dywizji – ze starszeństwem z dniem 1 stycznia 1964 w korpusie generałów

## Ordery i odznaczenia
- Krzyż Srebrny Orderu Wojskowego Virtuti Militari nr 4934 (1921)[18][19]
- Krzyż Komandorski z Gwiazdą Orderu Odrodzenia Polski (10 listopada 1938)[18][20]
- Krzyż Komandorski Orderu Odrodzenia Polski (1928[18][21], 11 listopada 1935[22])
- Krzyż Niepodległości z Mieczami (20 stycznia 1931)[23][18][24]
- Krzyż Oficerski Orderu Odrodzenia Polski (2 maja 1922)[25][26]
- Krzyż Walecznych (czterokrotnie: po raz pierwszy 1921[18][27])
- Złoty Krzyż Zasługi (10 listopada 1928)[28][29]
- Medal Pamiątkowy za Wojnę 1918–1921[18]
- Medal Dziesięciolecia odzyskanej niepodległości[18]
- Odznaka za Rany i Kontuzje
- Odznaka „Za wierną służbę”
- Odznaka Pamiątkowa Generalnego Inspektora Sił Zbrojnych (12 maja 1936)
- Komandor Krzyża Wielkiego Orderu Trzech Gwiazd (Łotwa, 1937)[30]
- Krzyż Wielki Orderu Korony Jugosłowiańskiej (Jugosławia)[18]
- Order Krzyża Orła I klasy (Estonia, 1937)[31]
- Wielki Oficer Orderu Legii Honorowej (Francja)[18][32][33]
- Komandor Orderu Lwa Białego (Czechosłowacja, 1928)[18][34]
- Kawaler Orderu Legii Honorowej (Francja, 1922)[18][35]

## Publikacje
- Pisma, Tom I: Przygotowania wojenne w Polsce 1935–1939, Instytut Literacki, Paryż 1977.
- Pisma, Tom II: Rok 1939, Instytut Literacki, Paryż 1979.
- Z relacji szefa Sztabu Naczelnego Wodza. Zasadnicze decyzje Naczelnego Wodza w ciągu kampanii wrześniowej [w:] Wrzesień 1939 w relacjach i wspomnieniach, wybór i oprac. Mieczysław Cieplewicz, Eugeniusz Kozłowski, Wydawnictwo MON, Warszawa 1989, ISBN 83-11-07709-6, s. 54–77.
- Wierności dochować żołnierskiej, Wydawnictwo Rytm, Warszawa 1998, ISBN 83-86678-71-2, s. 832.

## Film
Generał Wacław Stachiewicz występuje w filmie Operacja Himmler z 1979 w reżyserii Zbigniewa Chmielewskiego. Odtwórcą tej roli był Tomasz Zaliwski.